# 映画 ドキドキ!プリキュア マナ結婚!!?未来につなぐ希望のドレス
『映画 ドキドキ!プリキュア マナ結婚!!?未来につなぐ希望のドレス』（えいが ドキドキ!プリキュア マナけっこん!!?みらいにつなぐきぼうのドレス）は、2013年10月26日公開の『ドキドキ!プリキュア』の劇場アニメ映画。
キャッチコピーは「未来の世界へ、レッツゴー! 大切な思い出も、みんなの夢も わたしたちが守る!」。

## 概要
プリキュアシリーズ映画作品の第15弾であり『ドキドキ!プリキュア』の単独映画作品。今回の作品では「大切な思い出」や「未来」を主題に描いており、過去・現在・未来を行き来する物語となっている。なお題名に「変身前のプリキュアの名前」が付いたのはシリーズ初。ほかにプリキュアシリーズとしては珍しく出血シーンが存在する。
本作では初めて劇場作品に円亜久里（キュアエース）とアイちゃんが登場。そして今回のゲストキャラクターとして、過去・現在・未来を自在に行き来できる謎の男のマシューが登場し、声を谷原章介が担当。谷原は娘とともに『ハートキャッチプリキュア!』の頃からプリキュアシリーズのファンであることを明かすと共に、「愛すること、物を大事にすることの大切さを感じ、そしてご両親はもちろん、おじいちゃん、おばあちゃんと一緒に劇場でドキドキしてください!」と語っており、東映アニメーションの柴田宏明プロデューサーは谷原を起用した理由について、「役者としてさまざまなキャラクターを演じ分けられ、アニメーションでの声の出演のご経験も豊富であり、また今回のテーマである『受け継がれる愛』を体現されているようなすてきな方に演じていただきたいと思い、オファーしました」と語っている。このほか、本作のオリジナルキャラクターである謎の妖精・ベベルとマナ（キュアハート）の祖母・坂東いすずには杉山佳寿子が起用されている。

### 封切り
シリーズ恒例の鑑賞者参加型のシステムは継続され、今回は「ミラクルブーケライト」というミラクルライトが中学生以下の子供に配布される。そして恒例「プロローグでのミラクルライトの使用解説」は、本作では変身前のプリキュア5名と5妖精の計10名で行われる。また、番組公式アプリとの連動も行われ、来場者プレゼントとして配布されたデータカードダスの画像をカメラに読み取ることで、上映終了後にメッセージ音声とキュアハート・エンゲージモードの3Dモデルが入手できた。
上映の最後に次作『映画 プリキュアオールスターズNewStage3 永遠のともだち』の特報が流れ、2014年3月15日に公開する予定であることが発表された。
また、本作はシリーズ映画作品としては初めて、第26回東京国際映画祭の特別招待作品となることが決定し、10月17日に谷原やプリキュア役の声優、プリキュアのキャラクター達がオープニングカーペットアライバルに登場、10月20日にワールド・プレミア上映された。
全国199スクリーンで公開され、2013年10月26、27日の初日2日間で興収2億1,341万200円、動員19万1918人になり、映画観客動員ランキング（興行通信社調べ）で初登場第2位となった。これは前年の『映画 スマイルプリキュア! 絵本の中はみんなチグハグ!』の興収比110.3%、動員比110.4%を記録し、2010年の『映画 ハートキャッチプリキュア! 花の都でファッションショー…ですか!?』を上回る、秋公開の単独作品としては初週最高記録となった。また、ぴあの調査による初日満足度ランキングでは満足度91.4を獲得し、同日公開の『劇場版 魔法少女まどか☆マギカ [新編] 叛逆の物語』などを抑えて第1位となっている。公開2週目で同順位をキープし、累計動員47万9,124人、累計興収5億2,605万9,300円と好調な成績を記録している。最終興収は9.5億円で、2024年公開の『わんだふるぷりきゅあ!ざ・むーびー! ドキドキ♡ゲームの世界で大冒険!』までは秋公開の単独作品でシリーズ最高記録であった。

## ストーリー
マナは、祖母のいすずと母のあゆみが着たというウェディングドレスをあゆみから貰う。「このドレスを着るのはいつだろう」とマナが思っていた時に、謎の男マシューが現れ、過去の世界へ飛ばされてしまう。過去の世界で亡くなったいすずやかつて飼っていた愛犬のマロと再会するが、六花やありすがおらず、思い出が書き換わったと知る。このままでは過去も未来も変わってしまうと、それを守るため行動を起こす。

## 登場人物

### 本編からの登場人物
相田 マナ（あいだ マナ） / キュアハート/キュアハート・エンゲージモード
声 - 生天目仁美
本作では、幼なじみである六花とありすがいない過去の世界に閉じ込められ、元の世界に戻ることをためらってしまう。
プリキュアシリーズとしては、はじめて流血する描写をされている。
プロローグのミラクルライト解説場面では、まず冒頭で挨拶をし、最後は「ライトのないお友だちは、こころの中で応援するように」と述べた。
菱川 六花（ひしかわ りっか） / キュアダイヤモンド
声 - 寿美菜子
本作では、過去のありすと会ったことと、パートナーのラケルがぶつかったことで記憶を取り戻す。
プロローグでは、「ミラクルブーケライト」を紹介した。
四葉 ありす（よつば ありす） / キュアロゼッタ
声 - 渕上舞
本作では、過去の六花と会ったことと、パートナーのランスがぶつかったことで記憶を取り戻す。
プロローグでは、「みんながライトで応援すると奇跡が起こる」と述べた。
剣崎 真琴（けんざき まこと） / キュアソード
声 - 宮本佳那子
本作では、トランプ王国が滅ぶ前の世界に居座りたいと迷うが、ダビィの説得によって戦うことを決意した。
プロローグでは、観客に「プリキュアがピンチになったらライトをつけて応援しよう」と述べた。
円 亜久里（まどか あぐり） / キュアエース
声 - 釘宮理恵
本作では、キュアソードの過去の世界に登場する。マナたちとは違って後半から登場するため、出番は少なくマネキンカーマインと戦うキュアソードに加勢し、形勢逆転するも相打ちを狙った敵の攻撃でソードとともに戦闘不能となってしまう。
監督の伊藤によると、出番が少ないのは本作制作時には亜久里（エース）の詳細な設定が固まっていなかったためとされる。また、当初伊藤は「エースの変身制限時間が5分間」の設定を知らず、テレビシリーズを観てから慌ててその描写を加えたという。
プロローグでは、「ライトを直接見たり、友だちのライトを引っ張ったり、ライトを振り回すことは危険」と忠告した。
シャルル
声 - 西原久美子
本作では、マナの過去の世界へ飛び込み、マナを助けようとするが、別れを惜しむマナに何も言えなくなってしまう。
ラケル
声 - 寺崎裕香
本作では、六花とありすの過去の世界へ飛び込む。
ランス
声 - 大橋彩香
本作では、六花とありすの過去の世界へ飛び込む。
ダビィ / DB
声 - 内山夕実
本作では、本編には見せられなかったアクションを披露した。
アイちゃん
声 - 今井由香
本作では、キュアエースとともにキュアソードの過去の世界に登場した。
相田 健太郎（あいだ けんたろう）
声 - 金光宣明
相田 あゆみ（あいだ あゆみ）
声 - 上田晴美
坂東 宗吉（ばんどう そうきち）
声 - 石住昭彦
菱川 悠蔵（ひしかわ ゆうぞう）
声 - 前田剛
菱川 亮子（ひしかわ りょうこ）
声 - 湯屋敦子
セバスチャン
声 - 及川いぞう
マナたちを救出しようと駆けつけるが、マシューの攻撃に吹き飛ばされる。
四葉 星児（よつば せいじ）
声 - 中村秀利
二階堂（にかいどう）
声 - 佐藤拓也
マナの思い出の世界にも登場。
百田（ももた）
声 - 桜井翼
マナの思い出の世界にも登場。
八嶋（やしま）
声 - 一木千洋
マリー・アンジュ
声 - 今井由香（ノンクレジット）
ジコチュー
全てオープニングでのマナの夢の世界に登場。いずれも声は無し。
イーラ
マナの花婿に変装して潜入。
マーモ
結婚式のピアニストに変装して潜入。
ベール
結婚式の神父に変装して潜入。
ジコチュー
ジコチュートリオが教会一帯に出撃。ゴリラ型・ハゲタカ型・イカ型といった「トランプ王国内ジコチュー」や、カニ・信号機・野球のボール・サッカーボール&ネット・空き缶・爪楊枝・コーヒーカップ・雪だるま・虫歯などといった、既にTV本編で登場したのも多数存在する。

### 本作のオリジナルキャラクター
ベベル
声 - 杉山佳寿子
マナたちを助けようとするシャルルたちの前に現れた謎の妖精。長い耳が特徴で、紫色の頭巾をかぶっている。
マシューとは古き知人であり、互いに対等な口調で接している。そのため、マシューに悪事をやめるよう説得している。
その正体はいすずがマシュマロの魂を引き戻すために妖精となった姿。最後は消滅したマシュマロの「プシュケー」とともにマナたちに別れを告げて彼女たちとの再会を願いながら天へと消えていった。
のちの『映画 プリキュアオールスターズ 春のカーニバル♪』以降のクロスオーバー映画では、台詞無しのモブキャラクターとして登場している。
坂東 いすず（ばんどう いすず）
声 - 杉山佳寿子
マナの母方の祖母として、宗吉の妻。現在は故人。普段から着物を着ていた。
世話焼きな性格であり、マナからは非常に親しまれていた。口癖は「モチのロンさ」。
マナが生まれた際に、「愛」（マナ）と命名しており、宗吉からは「おまえのような世話焼きな子になる」と言われていた。
「オモイデの世界」にてマナと再会するが、マナの本来いるべき時代に帰るよう託している。
上記の通り、実はベベルとは同一の存在である事がエピローグで判明する。

### 本作の敵
クラリネット
声 - 池田勝
マシューを唆した黒幕。その名のとおり、黒色のクラリネットの姿をしている。一人称は「わたし」。
人々が物などを粗末にしたり、忘れたりするかぎり不死身の存在。ふだんは、マシューの道具として正体を隠している。
過去や未来に移動する能力をもち、プリキュアの「プリキュア・ラブリーストレートフラッシュ」をも効かない強敵でもある。また、自身の音色で物体を動かすことができる。
物語終盤にて、マシューがプリキュアたちと和解したことに憤慨しながら姿をあらわし、未来の世界の輝きを消すという行動に移行し、改造した浮遊船を使用して未来の世界を襲撃しようとする。
結果として、未来の世界に来たプリキュアたちと交戦になり、その過程でマシュマロを始末するが、その行いに逆鱗したキュアハートが「エンゲージモード」へとパワーアップを果たし、彼女の技をうけたことで完全消滅した。
モチーフは、童謡の『クラリネットをこわしちゃった』に登場するクラリネットであり、ドとレとミの音がでないために捨てられた経緯をもつ。
また、マナが唯一「許さない」と判断する敵となった。
マシュー
声 - 谷原章介
本作の事件の首謀者である銀髪の男性で、「オモイデの国の王」を自称している。一人称は「オレ」。
白を基調とした服装を着用し、目元には目隠し型の仮面をつけているほか、紫色のマントを着用することもある。
その正体は、マナが幼いころに飼っていたイヌの「マシュマロ」であり、死んだ自身を置き去りにする未来を悲観し憎み、楽しかった過去に固執している。
自分をやさしく接してくれたマナに執着し、彼女をオモイデの世界に閉じ込めて、自分といっしょに永遠に留ませようと考えている。
強力な戦闘能力をもち、プリキュアの「プリキュア・ラブリーフォースアロー」すら通用しない。また、プリキュアの変身をとく能力をもつ。
物語序盤では人間界の閉鎖された映画館を拠点とし、マネキンカーマイン、シルバークロック、パープルバギーを生み出して町を次々と制圧し、人々をオモイデの世界に閉じ込める。
マナもオモイデの世界に招待するが、マナが自身のことを忘れていると誤解した結果、プリキュアたちに敵対心をあらわにしてオモイデの世界に閉じ込める。
物語中盤では、プリキュアたちがオモイデの世界から脱出したことで怒りが頂点になってマナにかみつくが、マナの思い遣りが健在であることを確認したため改心し、プリキュアたちと和解する。
物語終盤ではマナたちに協力するが、彼女たちをクラリネットの攻撃からかばって負傷し、最期はプリキュアたちに力を託し、マナに別れのことばを残して消滅する。消滅したあとに残った「プシュケー」はベベル（五十鈴）に拾われた。
戦闘形態
巨大な白色のイヌのような姿になり、一部分が頑丈な石で構成されている。目は赤色に変化する。
素早いスピードをもつほか、「イレブンファング」という技をもつ。また、キバで相手を噛みつくこともある。
マシュマロ
相田家でかつて飼っていたイヌ。マシューの正体でもある。略称は「マロ」。
子イヌのころ、捨てられていたところをマナに拾われる。マシュマロのように白く、ふわふわしていることから命名された。
マナの足音が判別できるほどに懐いている。
マナが祖母の見舞いにいった際、マナを追いかけたときに車にはねられて命を落した。
アーケードゲーム『データカードダス プリキュアオールスターズ』では、同ゲームのカード内でマナと一緒に登場している。

#### マシューの配下
元々は人間にゴミとして捨てられた物であったが、マシューが吹くクラリネットの音色を注ぎ込まれたことで生みだされた怪人たちで、完全に消滅しないかぎり半永久的に復活できる不死身の存在でもある。
マネキンカーマイン
声 - 浅野まゆみ
マシューに仕えている配下で、女性型のマネキンから生まれた女性怪人。一人称は「わたし」。
スレンダーな体格をした赤髪のマネキンの姿をしており、赤を基調とした服装を着用しているほか、身体には赤色のリングを身につけている。
性格は邪悪そのものであり、マシューの配下の中では最も任務を忠実に遂行している。
戦闘を行う際には格闘技を用いており、身体にあるリングを投げつける「マネキンカッター」というキュアソードの「プリキュア・スパークルソード」をも相殺できる技をもつほか、無数の分身能力を有している。
トランプ王国のオモイデの世界にて、キュアソードと互角の激闘をくり広げ、結果的には最終形態に変貌したことで義戦するが、キュアエースの参戦によって形勢逆転になり、彼女たちの必殺技である「プリキュア・エースショット」と「プリキュア・アルティマソード」をうけて敗北するも、最期は自爆を強行したことでキュアソードとキュアエースを戦闘不能に追い込んだ。
最終形態
マネキンカーマインが無数の分身たちを吸収して得た姿。本人いわく「本気」と称する形態でもある。
筋肉質の巨体な姿に変貌し、手は赤色のリボンで構成されている。
キュアソードを圧倒するほどの戦闘能力をほこり、右手は相手を拘束することに特化し、左手はドリルに変形して相手を攻撃することができる。

シルバークロック
声 - 稲葉実
マシューに仕えている配下で、古びた時計から生まれた男性怪人。一人称は「わし」。
顔と胴体が時計で構成されており、頭部には道化師のような帽子をかぶり、バネのような両手と両手足には黄色の履物をつけている。
老人口調が特徴の紳士であり、敵に対しても敬語を忘れないほか、高齢のためマシューの命令を受けるたびに疲労する姿をみせている。
戦闘を行う際には短い針で攻撃する手段を用いるほか、伸びる手足を駆使して相手を俊敏に打撃することもできる。
パープルバギー
声 - 江川央生
マシューに仕えている配下で、壊れかけのバイクから生まれた男性怪人。一人称は「オレ」。
頭部には紫色のヘルメットをかぶり、背中には青色の布をはおい、両手と両足には計3つのタイヤをつけている。物語中盤ではタイヤをスパイクタイヤに改良している。
粗暴かつ陽気な性格であり、プリキュアの力をみくびるほか、マシューの命令に対してもめんどうくさがる姿をみせている。
戦闘を行う際にはスピードを駆使した戦法を用いており、自分のタイヤから針を投げつけたり、タイヤごと投げつけることもできる。
最終形態
声 - 稲葉実（シルバークロック）、江川央生（パープルバギー）
シルバークロックとパープルバギーが合体して得た姿。それぞれの人格を有している。
顔と胴体はシルバークロック、両手と両手足はパープルバギーの身体で構成されており、手は4本に生えている。
キュアダイヤモンドとキュアロゼッタを圧倒するほどの戦闘能力をほこり、手からは「プリキュア・ロゼッタウォール」をも打ち砕くほどの強力な光線を放つこともできる。
六花とありすのオモイデの世界にて、キュアダイヤモンドとキュアロゼッタと激闘をくり広げた末、彼女たちの必殺技である「プリキュア・ダイヤモンドブリザード」および「プリキュア・ロゼッタリフクション」をうけて倒されたが、結果として彼女たちを戦闘不能にまで追いつめた。

## キュアハート・エンゲージモード
本作に登場するキュアハートのパワーアップ形態。キュアハートをかばったマロのプシュケーを取り込んで変身し、ウェディングドレスを模したロングドレス調のコスチュームとなっている。最初持っているブーケは弓矢へと変化する。
なお背中には、今まで「TVシリーズ映画限定の強化モード」に使われた「大きな翼」が全く無いが、「翼が無い強化モード」は、『映画 Yes!プリキュア5 鏡の国のミラクル大冒険!』の「スーパープリキュア」以来。しかしこれは翼の代わりに「蝶の羽根」が付いているため、それすらも無いのは『映画 ふたりはプリキュア Max Heart 2 雪空のともだち』の「スーパープリキュア」以来。

## 作品用語
ミラクルブーケライト
本作の「ミラクルライト」。「愛」と「結婚」をテーマにした作品に因み、先端にブーケで縁取られたハート型の蛍光部が付いており、その蛍光部の中には「ウェディングベル」が描かれている。「ハート」をモチーフにした「ミラクルライト」はこれで4番目。"bouquet"は「花束」を意味するフランス語。
劇中ではプリキュア・妖精（ベベルを含む）・マシュー達が未来の世界に行く時に使用、アイちゃんの「きゅぴらっぱ〜」の声と同時に皆に転送され、皆がライトを振った事で未来の世界へ転送、同時に傷付いたプリキュアは能力を回復した。
なお発光時のかけ声は、それまでの「プリキュア、頑張れ!!」から、オールスターズ映画「DX3部作」で使われた「プリキュアに力を!!」に変わった。

## スタッフ
- 原作 - 東堂いづみ（講談社「なかよし」連載）
- 製作 - 高木勝裕、有川俊、山本晋也、古澤圭亮、和田修治、中山晴喜、木下直哉
- 企画 - 柴田宏明、土肥繁葉樹
- 企画協力 - 西出将之、佐々木礼子
- 助監督 - 鎌谷悠
- 脚本 - 山口亮太
- キャラクターデザイン・総作画監督 - 高橋晃、上野ケン
- 美術監督 - 倉橋隆
- 美術設定 - 増田竜太郎
- 色彩設計 - 小日置知子、佐久間ヨシ子
- 撮影監督 - 高橋賢司、上條智也
- 3D監督 - 牧野快
- 編集 - 麻生芳弘
- 音響監督 - 川崎公敬
- 音響効果 - 石野貴久（サウンドリング）
- 音響制作 - タバック
- 音楽 - 高木洋
- 音楽プロデューサー - 栗山大輔、犬塚舞、鎌田佳代子
- 音楽制作 - 株式会社マーベラスAQL
- 音楽制作協力 - 東映アニメーション音楽出版、ライトソング音楽出版、レガートミュージック
- エンディングディレクター - 日向学
- 製作担当 - 額賀康彦
- 宣伝 - 岸本拓磨、多田香奈子、遠山雄大
- アニメーション制作 - 東映アニメーション
- 監督 - 伊藤尚往
- 製作 - 映画ドキドキ!プリキュア製作委員会（東映アニメーション、東映、朝日放送、バンダイ、アサツー ディ・ケイ、マーベラスAQL、木下グループ）

## 主題歌
オープニングテーマ「Happy Go Lucky! ドキドキ!プリキュア」
作詞 - 藤林聖子、作曲 - 清岡千穂、編曲 - 池田大介、歌 - 黒沢ともよ
オープニング映像はマナが夢で見た将来の結婚式の光景を描いている。
エンディングテーマ「ラブリンク」
作詞 - 利根川貴之、作曲 - Dr.Usui、編曲 - Dr.Usui&Wicky.Recording、歌 - 吉田仁美
映画仕様として1コーラス長くなっているほか、映像も当該箇所でキュアハートがエンゲージモードとなり、プリキュア達がミラクルブーケライトを振ったり、それぞれのマークのポーズをとる演出がなされている。
なお、2009年公開の『映画 フレッシュプリキュア! おもちゃの国は秘密がいっぱい!?』以来行われてきた「EDダンス前の解説」は、本作から省略されている。
映画テーマソング「たからもの」
作詞 - 六ツ見純代、作・編曲 - 高木洋、歌 - 相田マナ（生天目仁美）・菱川六花（寿美菜子）・四葉ありす（渕上舞）
劇中では挿入歌として使用。

## 関連商品
- CD『「映画ドキドキ!プリキュア マナ結婚!!?未来につなぐ希望のドレス」テーマソングシングル』（マーベラスAQL/ソニー・ミュージックディストリビューション、2013年10月23日発売、MJSS-09107）
  - 挿入歌「たからもの」とキャラクターソング「未来のありか」を収録。
- 音楽CD『映画 ドキドキ!プリキュア マナ結婚!!?未来につなぐ希望のドレス オリジナル・サウンドトラック』（マーベラスAQL/ソニー・ミュージックディストリビューション、2013年10月23日発売、MJSA-01070）
- DVD/BD『映画 ドキドキ!プリキュア マナ結婚!!?未来につなぐ希望のドレス』（マーベラスAQL/TCエンタテインメント、2014年3月19日発売）
  - DVD特装版（TCED-2087）/DVD通常版（TCED-2088）/Blu-ray特装版（TCBD-0222）
  - 特装版は、映像特典として動画メニュー、東京国際映画祭でのグリーンカーペットアライバルのダイジェスト映像とワールドプレミアの模様、初日舞台挨拶、テレビスポット、予告集、ノンテロップオープニング・エンディング、ピクチャーコレクションを収録、特製ふせんとリーフレットを同梱、カラーケース・ピクチャーレーベル仕様。
- アニメコミック『映画ドキドキ！プリキュア マナ結婚!!? 未来につなぐ希望のドレス アニメコミック』（ポストメディア編集部・編、一迅社、2014年1月17日発行、ISBN 978-4-7580-1357-4）
  - 本編のフィルムを漫画化したフィルムコミック。OP・EDは元より、冒頭の「ミラクルライト」の使用解説や、ラストのダンスシーン&解説も収録されていない。

## コラボレーション
- 例年行われているスタンプラリーは、2013年7月16日から8月19日にローソン、イオン、ミニストップ各店舗で、8月17日から9月23日に東京メトロ、10月11日から11月10日に横浜市営地下鉄で開催される。
- 環境省及び東京都交通局との間で地球温暖化防止国民運動のタイアップポスターを製作、同運動に賛同する企業・団体に配布された。
- 日刊スポーツが2013年10月22日に「プリキュア新聞」を発行した[14]。
- 2013年9月より、明治のお菓子「meiji Yoplate グルト!」が本作とタイアップ。テレビCMはED「ラブリンク」の映像を流用した。

## ネット配信
- YouTube「プリキュア公式YouTubeチャンネル」：2020年4月17日18時 - 同年4月24日（『映画スマイル』・『映画NewStage2』と同時配信）

## 備考
- 本作でマシューを演じた谷原章介は、2013年10月27日放送の『パネルクイズ アタック25』（朝日放送制作・テレビ朝日系列）のオープニングクイズのゲスト問題で、この映画に関するクイズを出題しているが、2015年4月5日から同番組の3代目の司会者として出演、2021年9月26日放送の最終回まで継続し、さらに後継番組の『パネルクイズ アタック25 Next』（朝日放送テレビ・BSJapanext共同制作）でも継続して務めている（スケジュールや体調の都合によっては石井亮次が代役を務めることがある）。またこの3日後の2013年10月30日放送『くりぃむクイズ ミラクル9』2時間SP（テレビ朝日系列）には、谷原章介が「俳優チーム」を引き連れて参加、マナ役の生天目仁美も同チームメンバーとして参加した。